# ベサニー・ハミルトン
ベサニー・ハミルトン（Bethany Hamilton, 1990年2月8日 - ）は､ハワイ州カウアイ島出身の隻腕のサーファー。

## 人物
幼い頃からサーフィンを行い､コンテストの子供部門で優勝､リップカールがスポンサーにつくほど将来のプロサーファーとして期待されていた。
2003年10月31日の朝､13歳の時にカウアイ島の海岸で親友とその父兄弟とサーフィンを楽しんでいたが､体長14フィートから15フィートのイタチザメに襲われて､左腕を肩の下から食いちぎられた。救助され病院に運ばれたが､全身の血液の60%を失っており病院での回復まで7日間かかった。
事故のトラウマにもかかわらず､彼女はサーフィンに復帰することを決心する。1ヶ月も経たずに再びサーフィンを始めた。以前より長く､やや厚いボードを特注してパドルを容易に操作できるようにした。また左手を失った代わりに足をより使う必要があることに気づいた。
2004年1月には大会に出場した。同年7月､ESPY賞のカムバック賞にプロゴルファーのジョン・デーリー､カレッジフットボール選手のニール・ペリー(サンノゼ州立大学)､ジェイソン・ホワイト(オクラホマ大学)と共にノミネートされ､最終的に選ばれた。ティーン・チョイス・アワードの特別賞を受賞した。同年､自伝「Soul Surfer: A True Story of Faith, Family, and Fighting to Get Back on the Board」ISBN 0-7434-9922-0 を出版した。
2005年にはNSSA（全米アマチュアサーファーの最高レベル）のチャンピオンとなった。
2008年にはプロのASPのワールドクオリファイシリーズに出場するようになった。
2010年には自伝を映画化した『ソウル・サーファー』の製作が始まり、2011年に全米で公開された、2012年6月より日本でも公開されることとなっており、映画プロモーションの為に来日も果たしている。
2023年、ワールドサーフリーグ（WSL）がトランスジェンダー女性選手の競技参加を認める方針を示した事に対し、以後同団体の大会を全てボイコットする事を表明している。

## メディアへの露出
サメに襲われて以降、彼女は、The Biggest Loser、20/20、グッド・モーニング・アメリカ、Inside Edition、オプラ・ウィンフリー・ショー、エレンの部屋、ザ・トゥデイ・ショー、ザ・トゥナイト・ショーなどのテレビ番組に出演したり、ピープル、タイム、アメリカンガールなどの雑誌に登場した。
2010年5月16日には、ABCのExtreme Makeover: Home Editionに出演した。
2011年3月にはキリスト教団体の I Am Second のビデオに出演した。同年4月8日、映画『ソウル・サーファー』がアナソフィア・ロブ主演で全米公開された。